# Тайський базилік

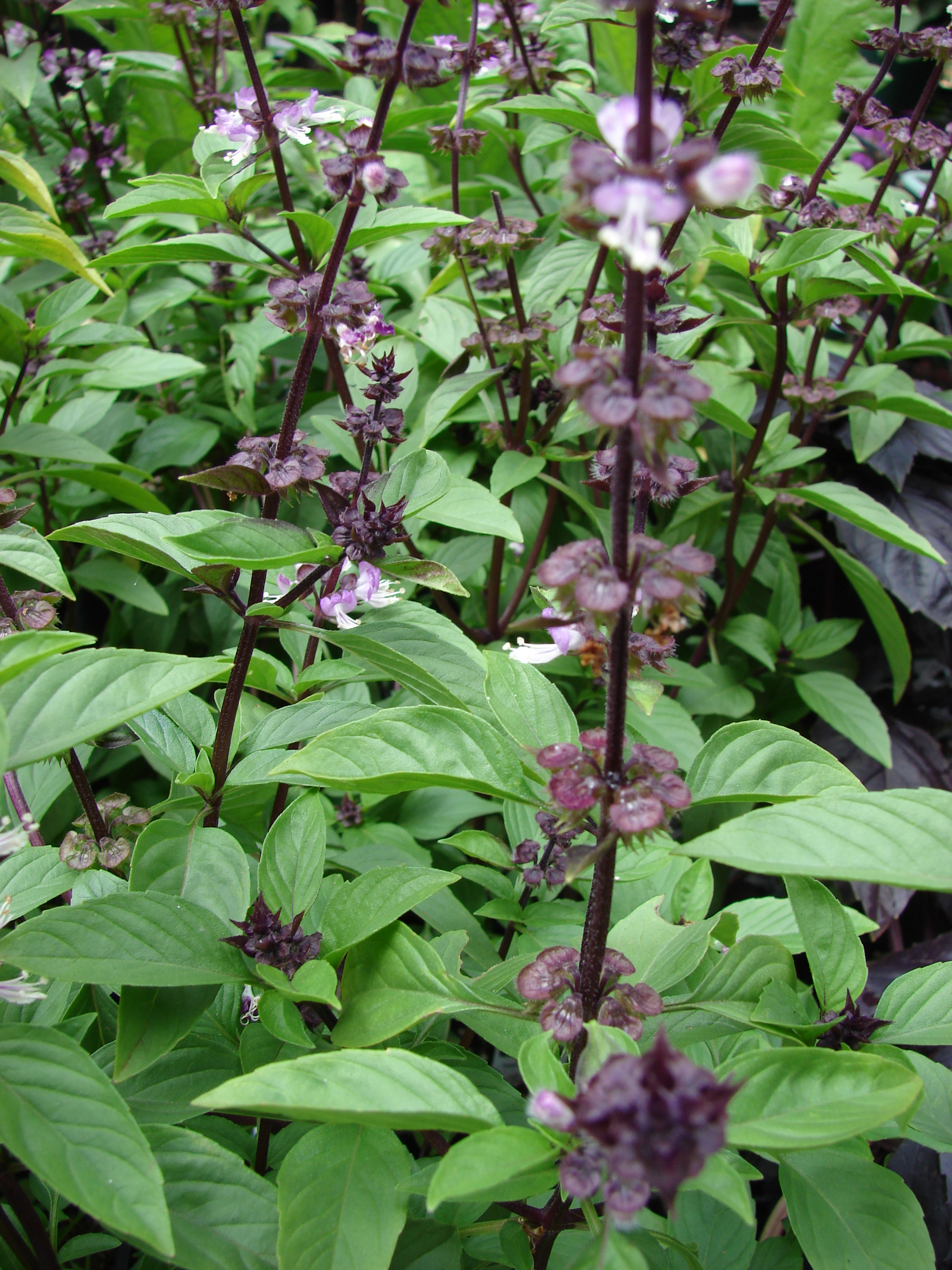
Тайський васильок

Тайський васильок, горапха (тай. โหระพา,  в'єт. húng quế) — група сортів васильку популярних у Південно-східній Азії. Його смак описують як суміш анісу та локриці. Смак більш стійкий під час термічної обробки.

## Класифікація
Васильок справжній, або васильок духмя́ний (Ocimum basilicum L.) має багато сортів, серед яких тайський васильок (Ocimum basilicum var. thyrsiflora), який у свою чергу поділяється на ряд варіантів. В США, наприклад вирощують сотр "Сіамська королева". Тайський васильок також називають анісовим або локричним васильком через схожість смаків. Також зустрічається назва цинамоновий васильок, що є дослівним перекладом назви цієї рослини з в'єтнамської мови.
Зазвичай у тайській та в'єтнамській кухні використовують три різних видів василька:
- Тайський васильок, горапха (тай. โหระพา) - широко використовується в Південно-східній Азії та на Заході для приготування азійських страв.
- Священний васильок (Ocimum tenuiflorum) чи капхрао (тай. กะเพรา) - має більш гострий смак з присмаком гвоздики. Вважають. що цей вид василька смакує тайцям найбільше. Також популярний в Індії під назвою туласі.
- Лимонний васильок (Ocimum × africanum)  чи маенглак (тай. แมงลัก) - гібрид, що має лимонний присмак.

## Будова
Має маленькі тонкі листки, пурпурове квадратної форми стебло до 45 см та рожево-пурпурові квіти. Рослина багаторічна, проте вирощується як однорічник. 

## Використання
Популярна присмака до страв тайської, лаоської, в'єтнамської та кхмерської кухні. Використовується у тайському каррі каенг, п'яній локшині, страв з м'яса, салатів тощо. Подається разом з в'єтнамськими стравами Бан сєо та Бун бо Хвей.